# Буз ле Бон
Буз ле Бон (фр. Bouze-lès-Beaune) насеље је и општина у источном делу централне Француске у региону Бургоња, у департману Златна обала која припада префектури Бон.
По подацима из 2004. године у општини је живело 300 становника, а густина насељености је износила 37 становника/km². Општина се простире на површини од 6,91 km². Налази се на средњој надморској висини од 420 метара (максималној 540 m, а минималној 317 m).

## Демографија
| 1962. | 1968. | 1975. | 1982. | 1990. | 1999. | 2011. |
| ----- | ----- | ----- | ----- | ----- | ----- | ----- |
| 179   | 190   | 185   | 218   | 247   | 261   | 336   |

График промене броја становника у току последњих година